# Oh Jung-hee
Pour les articles homonymes, voir OH.
Oh Jeong-hui (également romanisé en O Chonghui, O Chong-hui ou Oh Jung-hi) (en hangeul : 오정희) est une auteure sud-coréenne née le 9 novembre 1947 à Séoul.

## Biographie
Oh Jeong-hui est née à Séoul le 9 novembre 1947. Elle a fréquenté l'institut des arts Sorabol où elle a reçu l'équivalent d'une licence en écriture créative en 1968. Elle fait son entrée dans le monde littéraire alors qu'elle est encore dans sa dernière année de lycée. Elle reçoit en effet à cette période le prix annuel du journal Joong-ang Ilbo pour les nouveaux écrivains. Ce premier travail fut d'autant plus remarquable qu'elle a commencé à l'écrire alors qu'elle était encore au lycée. Ce premier récit est intitulé La femme du magasin de jouets (Wangujeom yeo-in) -- histoire d'une jeune lycéenne qui ne reçoit plus aucune affection de ses parents et dont le frère, handicapé, finit par décéder : ces événements la mettent sur la voie de la folie et la poussent notamment vers la cleptomanie et l'obsession sexuelle. Oh Jeong-hui a depuis mûri en tant qu'écrivain, son travail est devenu de plus en plus concret et centré sur la vie de famille, entité vue comme un piège pour l'épanouissement des femmes selon l'auteur. À partir de 1990, elle a publié des romans de manière sporadique, incluant également un travail de fiction pour enfants intitulé Song-i, le jour s'est levé derrière la porte(Song-iya, muneul yeolmyeon achimiranda).

## Œuvre
Oh a remporté le fameux prix littéraire Yi Sang et le Prix Dong-in, ses œuvres ont été traduites dans plusieurs langues en Asie du Sud-Est, en Amérique latine et en Europe.
Ses récits abordent des thèmes relativement variés. Son roman L'esprit du vent (Baramui neok) fait alterner la narration entre le mari, personnage principal s'exprimant ici à la première personne, et Eun-su sa femme. Alors que l'histoire ne fait que commencer, Se-jeong s'interroge sur les fréquentes disparitions de sa femme, dont la première a eu lieu à peine six mois après leur mariage. Eun-su est une personne fuyante, passant son temps à disparaître sans crier gare, comportement qu'elle a aussi avec sa mère. Se-jeong, de plus en plus perplexe et troublé par le comportement de sa femme, considère ses disparitions soudaines comme un abandon de sa famille. Eun-su vit constamment dans la tristesse. Elle identifie vaguement les racines de cette envie de partir dans le fait qu'elle fut une enfant adoptée, même si cela n'explique pas tout selon elle. Elle se trouve ainsi « fatiguée par l'errance, fatiguée de ce sentiment que la maison dans laquelle elle vivait était constamment temporaire ». Eun-su continue ainsi de prendre à défaut son entourage, elle est incapable de contrôler ses envies d'aller voir ailleurs. Pis encore, elle ne parvient pas à rassembler les souvenirs d'enfance qui pourraient expliquer ces envies : «Tout ce qu'il y avait avant [mon 5e anniversaire] me semblait comme caché derrière un rideau sombre : rien de tout cela ne pouvait apparaître dans mon esprit». La métaphore évidente dans L'esprit du vent (Baramui neok), c'est évidemment le vent lui-même, qui est explicitement liée à la mémoire : « Quand elle entendait le bruit du vent, Eun-su hochait la tête comme si un souvenir enfoui refaisait alors surface », finalement elle se retrouve avec seulement « sa quête anxieuse d'identité dont le moindre coup de vent l'ébranle tout en lui donnant des ailes ». C'est ainsi que le mariage d'Eun-su s'effondre progressivement. Elle se remémore enfin quelques souvenirs, mais avec le temps passé, il est alors trop tard pour une fin heureuse. Eun-su part alors à la recherche de ces coups de vent qui pourraient lui donner l'élan dont elle a besoin. Cet ouvrage est un exemple des récits à venir de Oh Jeong-hui dans lesquels les femmes perçoivent "avec crainte et tremblement, l'abîme du vide qui est l'origine et la vérité de l'existence humaine".
Son recueil Chinatown contient trois nouvelles, le récit éponyme Quartier chinois (Junggugin geori), Chant d'une pèlerine (Sullyeja-ui norae) et La libération. Ces nouvelles ont été traduites en anglais par Bruce et Ju-Chan Fulton. Un recueil du même titre Quartier chinois, est paru en 2014 aux éditions Serge Safran, dans une traduction de Jeong Eun-Jin et Jacques Batilliot. La trame de Quartier chinois (Jung-gugin geori) se situe à Incheon, ville célèbre notamment pour son quartier chinois, destination touristique à l'heure actuelle, mais qui fut autrefois un bidonville. Bien que l'histoire se situe après la guerre de Corée, et même si  elle dépeint en partie les retombées inévitables de la guerre, il est beaucoup plus question d'une histoire sur les effets de l'âge que d'une histoire sur les effets de la guerre. Le cœur de ce récit est constitué des expériences d'une fillette de neuf ans qui se voit confrontée très tôt à la sexualité et à la mort. Au fur et à mesure que le récit avance, la jeune fille observe les rapports changeants au sein de sa famille, et la mort d'une prostituée nommée Maggie, ainsi que la triste mort de sa propre grand-mère. En toile de fond de ces événements, Oh dépeint longuement la septième grossesse de la mère de la jeune fille. Elle mélange ces histoires dans une sorte de collage représentant le cycle de la vie, avant de terminer son histoire par un laconique : « Mes premières règles ont commencé ».
Chant d'une pèlerine (Sullyeja-ui norae) est l'histoire d'une femme qui a été abandonnée à la fois par sa famille et par la société. Après avoir tué un cambrioleur, et passé deux ans dans un hôpital psychiatrique, Hye-Ja est renvoyée dans un monde qui ne veut pas d'elle. Sa famille et ses amis se demandent alors si le cambrioleur assassiné n'avait pas de liens personnels avec Hye-ja. En d'autres termes, elle est soupçonnée d'avoir tué son amant. Oh Jeong-hui tisse habilement des métaphores notamment avec la blancheur, et dépeint subtilement le profond isolement de Hye-Ja, un isolement si profond que Hye-Ja se retrouve même méprisée des mendiants. À la fin, ivre et chancelante, elle marche sur une route dont elle sait qu'elle n'aura pas de fin. Chant d'une pèlerine dépeint ainsi le rapport entre une mère et sa fille réunis par une tragédie à la fois commune et distincte. Les deux femmes ont perdu leurs maris à un âge précoce et, dans une culture qui est historiquement hostile aux veuves, cela revient quasiment à une mort sociale. La douleur qu'elles partagent est exacerbée par la connaissance intime de la souffrance de la fille par sa mère.
Le Miroir de bronze, pour lequel elle a été récompensée de prix littéraire Dong-in, est l'histoire d'un couple de personnes âgées qui vivent avec la mémoire de leur fils, tué vingt ans plus tôt dans la révolution étudiante d'avril 1960.
L'oiseau (Sae) est l'histoire de deux frères et sœurs durant la crise économique du milieu des années 1990. Une fille de 12 ans et son frère sont abandonnés par leur père violent (qui a déjà chassé la mère). Les enfants sont alors recueillis par un ensemble htéroclite de voisins, mais entrent bientôt dans une spirale infernale.